# Grubea pnematophori
Grubea pnematophori är en plattmaskart. Grubea pnematophori ingår i släktet Grubea och familjen Mazocraeidae. Inga underarter finns listade i Catalogue of Life.